# Aeroportul Tjilik Riwut
Aeroportul Tjilik Riwut (IATA: PKY, ICAO: WAGG) este un aeroport din Palangkaraya, Central Kalimantan⁠(d), Indonezia ce deservește zona Palangkaraya. Aeroportul a fost tranzitat în 2018 de 1.025.570 de pasageri.
Situat la o altitudine de 25 m, aeroportul dispune de o singură pistă. Este operat de Ministry of Transportation⁠(d).